# Braunstein (игра)
Braunstein — игровой жанр и экспериментальная игра авторства Дэвида Уизли, впервые проведённая в конце 1960-х в метрополии «Городов-близнецов» (Миннеаполис и Сент-Пол, США). Braunstein оказал ключевое влияние на становление жанра ролевых игр.

## История

### Braunstein 1
В 1969 году Дэвид Уизли провёл в качестве судьи варгейм в воображаемом немецком городе Браунштайн эпохи Наполеоновских войн. Уизли подготовил игру на много игроков и со множественными условиями победы, в которой он назначил каждому игроку индивидуальную роль, включая невоенные роли. Например, игроки исполняли роли мэра города, банкира и канцлера университета. На игру пришли почти 20 человек, больше чем ожидалось, и каждый получил роль в городе. Общение с судьёй должно было происходить в отдельной комнате.
Неожиданно игроки начали общаться друг с другом за своих персонажей и перемещаться по Браунштайну. Когда два игрока неожиданно вызвали друг друга на дуэль, Уизли сымпровизировал правила для этого столкновения. Хотя Уизли посчитал результат хаотичным, а эксперимент — провальным, другим игрокам понравился аспект отыгрывания роли, и они попросили провести ещё одну игру.

### Braunstein 2-4
Уизли затем разработал новый ролевой сценарий, в котором игроки пытались устроить или предотвратить переворот в небольшой латино-американской республике — вечно политически нестабильной Банании. Он судил этот сценарий по очереди с Дейвом Арнесоном, ещё одним участником варгеймерской ассоциации Midwest Military Simulation Association. Все игры по этому сценарию также называли «Браунштайнами»; Арнесон продолжил судить, когда Уизли ушёл служить в армию.

## Вдохновения
«Браунштайны» Уизли вдохновлялись настольной игрой «Дипломатия», где от игроков требуется договариваться между ходами. Идея судьи была почёрпнута Уизли из «Strategos: The American Game of War» (1880) Чарльза Тоттена и практиковалась варгеймерами со времён Кригшпиля. Книга Тоттена подсказала Уизли идею игрового ведущего, придумывающего сценарий для вечерней баталии. Идея стратегической игры на много игроков пришла из «The Compleat Strategist» (1954) авторства J.D. Williams. Уизли также прочёл и перечислил в качестве вдохновения «Conflict and Defense: A General Theory» (1962) Кеннета Болдинга.

## Наследие

### Ролевые игры
Braunstein сыграл ключевую роль в появлении ролевых игр благодаря соответствию 1:1 игрока и игрового персонажа, а также открытых правил, позволяющих игрокам предпринимать любые действия, результат которых остаётся на усмотрение судьи.
Концепция ролевой игры Уизли затем была развита Дуэйном Дженкинсом (Duane Jenkins) в сеттинге-вестерне Brownstone и Дейвом Арнесоном в сеттинге Blackmoor и позже в Dungeons & Dragons, в которой Арнесон выступил соавтором.

### Brownstone
В октябре 1970 Уизли прошёл военную подготовку в Канзасском университете и был направлен на активную службу. Арнесон продолжил вести Браунштайны и придумывать новые сценарии. Дуэйн Дженкинс, ещё один варгеймер из MMSA, разработал серию Браунштейнов-вестернов в сеттинге «Brownstone Texas», в котором Анресон играл постоянную роль главаря мексиканских бандитов по имени El Pauncho.
Игры Brownstone добавили концепцию собственного постоянного персонажа игрока, история которого развивается от игры к игре, вместо того, чтобы начинать с нуля в каждой новой игре.

### Blackmoor
В 1971 году Арнесон разработал сценарий-Браунштайн в фэнтезийном мире под названием «Северные топи» (The Northern Marches), где в том числе находилось баронство Блэкмор. В этой кампании он собрал воедино идеи из таких различных источников как романы «Властелин колец» и ужастиковая мыльная опера «Мрачные тени». Арнесон изначально описал свою игру как «средневековый Браунштайн (…) с мифическими существами».
В 1981 в своём интервью журналу Pegasus Дейс Арнесон описал Braunstein Уизли как игру, в которой каждый игрок «играл роль». Он также описал свою игру Blackmoor как вариацию на более ранний Braunstein Дейва Уизли, основанную на идеях Уизли о ролевой игре, но разворачивающуюся в фэнтезийном мире. В отличие от оригинальных сценариев Braunstein, игра и сеттинг Blackmoor предназначались для многодневной кампании без чёткой концовки. Петерсон называет Blackmoor Арнесона наиболее значимым предшественником Dungeons & Dragons.
В этом предшественнике Dungeons & Dragons постоянные персонажи игроков переживали приключения в фэнтезийном баронстве Блэкмор, в том числе спускались в наполненные монстрами и сокровищами темницы под замком Блэкмор, который был вдохновлён пластмассовой моделью замка Branzoll (Италия).